# Avori di Grado

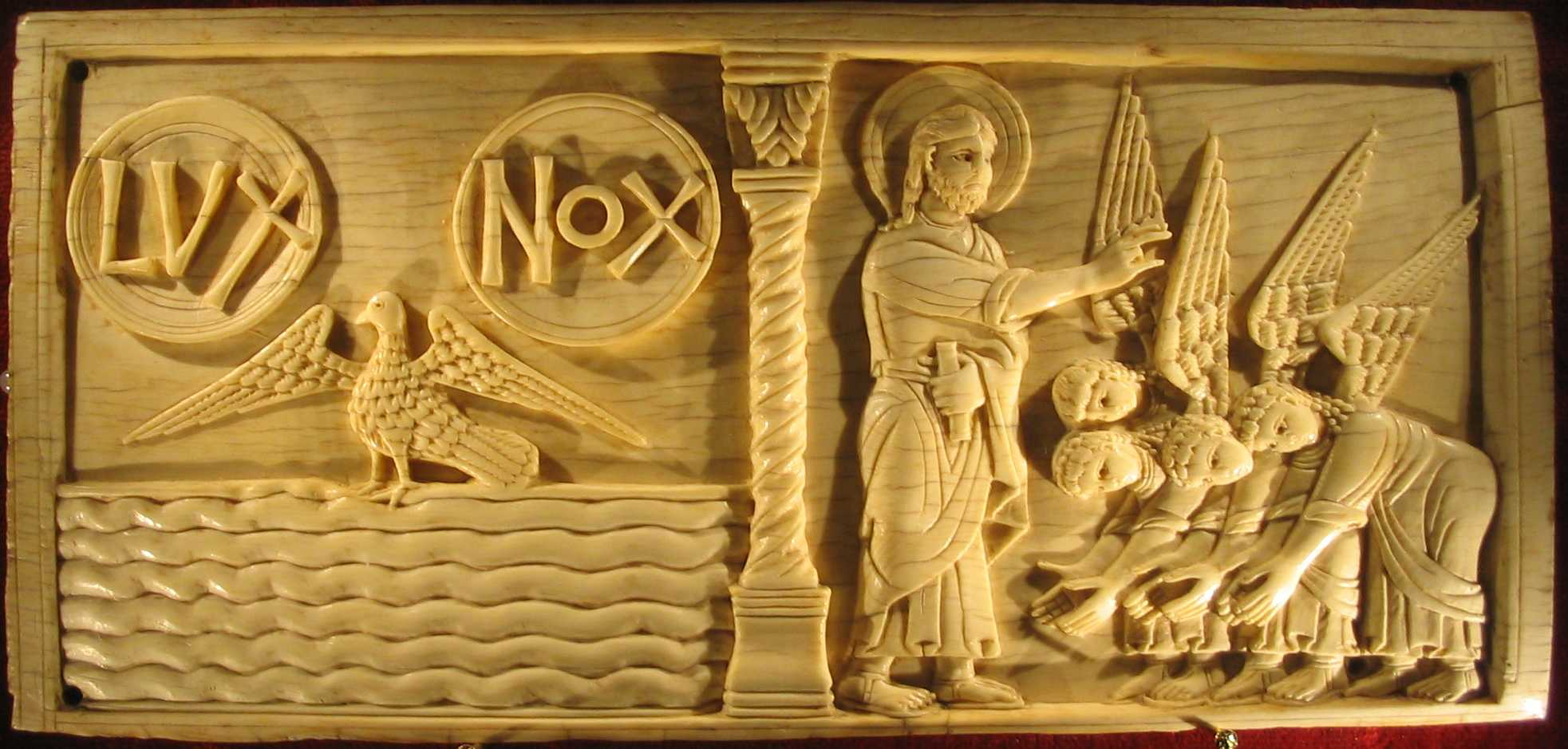
Pannello simile agli Avori di Grado, conservato al Museo diocesano di Salerno raffigurante il primo giorno della Creazione.

Gli Avori di Grado sono ciò che resta di un ciclo eburneo che rivestiva la cattedra vescovile della Basilica di Sant'Eufemia di Grado (Gorizia).

## Caratteristiche
Realizzato quasi sicuramente in oriente, il trono in avorio fu forse commissionato a Bisanzio dall'imperatore Eraclio II e donato alla diocesi di Alessandria d'Egitto; da lì, quasi sicuramente per via degli scambi commerciali, fu portato a Grado dov'è rimasto integro almeno fino alla metà del XV secolo. La sua datazione oscilla tra il VI ed il VII secolo.

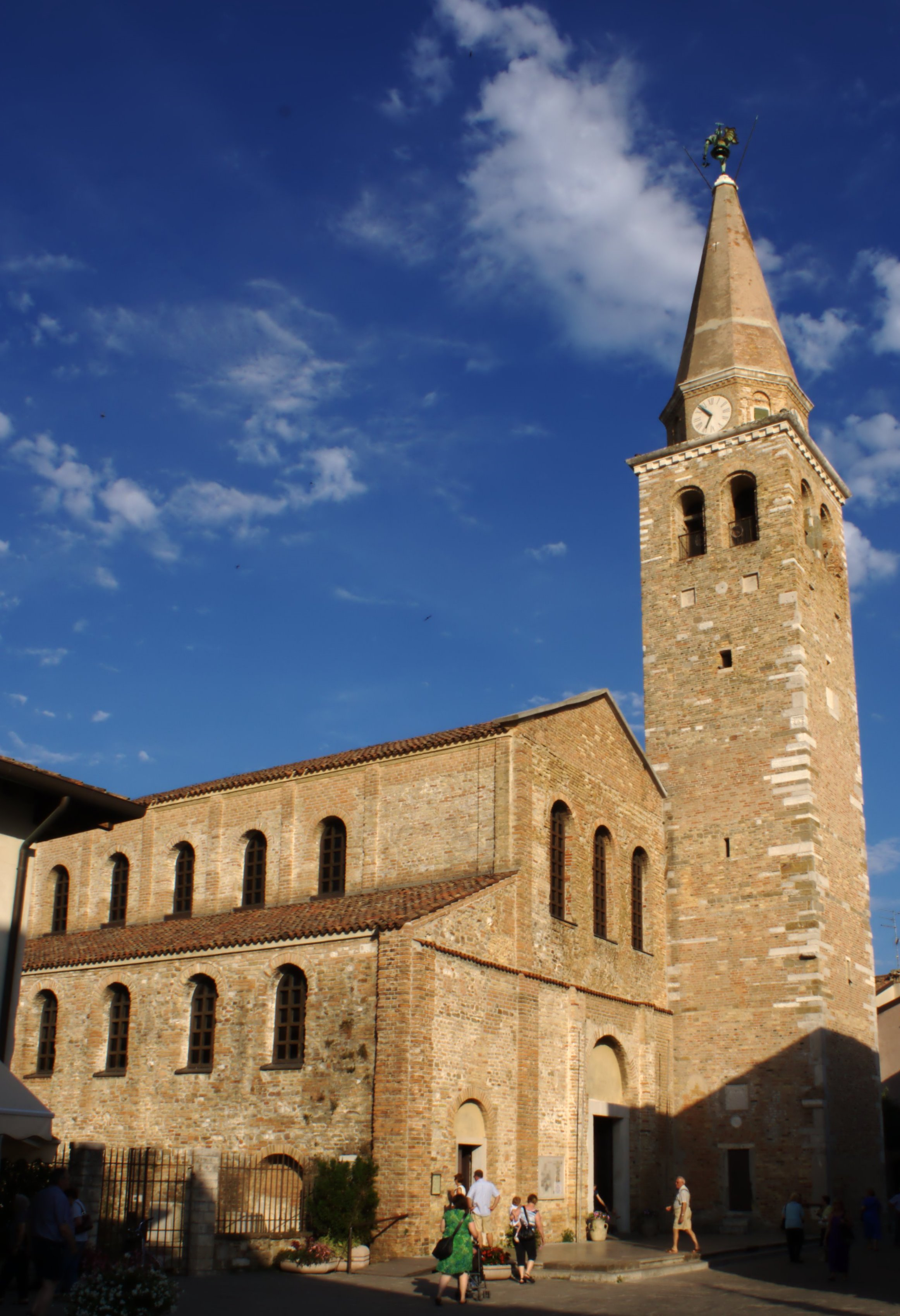
La Basilica di Sant'Eufemia a Grado, dove originariamente si trovavano gli Avori di Grado.

La decorazione è divisa in due parti: un ciclo con un Nuovo Testamento, ed un ciclo marciano. Lo stile è tipicamente bizantino, atto a recuperare le forme classiche, ma con chiari richiami alla cultura araba: prova evidente ne sono le architetture delle città, raffigurate ora con strutture simili a templi romani, ora con cupole e torri simili a minareti. La presenza di scritture in greco testimonia il fatto che la cattedra fosse stata realizzata per chiese col culto cristiano orientale.
La similarità stilistica ad essi degli Avori Salernitani (del XII secolo) e di altre opere simili e posteriori, fa ritenere che gli Avori di Grado fossero molto conosciuti e "citati" nell'alto Medioevo. Il ciclo andò disperso quasi sicuramente a partire dal Rinascimento e molte delle tavolette originarie sono andate perdute. Attualmente (2008) le poche restanti sono divise tra i musei di Palma di Maiorca, Londra, Firenze e Milano, oltre ad alcune raccolte private.
Dal dicembre 2007 fino al 4 maggio 2008 ha avuto luogo al Museo diocesano di Salerno una mostra retrospettiva che ha riunito, per la prima volta, l'intero ciclo eburneo degli Avori Salernitani oltre a parte degli Avori di Grado ed altri pezzi pregiati in tale elemento, di fattura amalfitana e salernitana od ispirati alle botteghe locali.

## Possibile attribuzione
Una tavoletta appartenente al ciclo di Grado ed attualmente a Londra raffigurante La resurrezione di Lazzaro si trovava, alla fine del Quattrocento, nel Duomo di Amalfi: ciò ha ingannato per molto tempo gli studiosi, nel ritenere gli Avori di Grado di fattura amalfitana. Quest'ipotesi è stata recentemente smentita dal fatto che, proprio alla metà del Quattrocento, duca di Amalfi era Sergio Piccolomini, nipote di Enea Silvio Piccolomini che sarebbe poi diventato papa col nome di Pio II e che, prima di assumere la suprema carica, era stato (dal 1447) vescovo di Trieste, diocesi vicina a Grado. La tavoletta sarebbe stata, dunque, un "regalo" dello zio al nipote; tuttavia quest'ipotesi, per quanto suggestiva, è ancora al vaglio degli studiosi in convegni.